# 6060 Doudleby
6060 Doudleby è un asteroide della fascia principale. Scoperto nel 1980, presenta un'orbita caratterizzata da un semiasse maggiore pari a 2,6139303 UA e da un'eccentricità di 0,0911331, inclinata di 9,88141° rispetto all'eclittica.